# 趣味の遺伝
『趣味の遺伝』は、夏目漱石の1906年の小説である。『帝国文学』の1906年1月号に掲載され、『倫敦塔』『カーライル博物館』『幻影の盾』『琴のそら音』『一夜』『薤露行』とともに『漾虚集』に収められ、大倉書店・服部書店から1906年5月に刊行された。日露戦争の出征兵士を題材にした、厭戦的な小説である。

## あらすじ
「陽気の所為で神も気違になる。「人を屠りて餓えたる犬を救え」と雲の裡より叫ぶ声が、逆しまに日本海を撼かして満洲の果まで響き渡った時、日人と露人ははっと応えて百里に余る一大屠場を朔北の野に開いた。」と書き出される。「余」は新橋の停車場で凱旋する兵士を迎える群集に行き会った。将軍の風貌や帰還した下士官を迎えて喜び合う「婆さん」の姿に感慨をおぼえる一方で、「余」は旅順で戦死した「浩さん」のことを思い出す。小説では旅順の戦場での攻撃のありさまと戦死の場面が描かれる。別の日、「浩さん」の遺髪が埋葬されている寂光院にお参りに出かけ、「浩さん」の墓に向かって合掌している美しい女性に出会う。浩さんの母親の家で、彼の日記を読み、生前郵便局で一度出会っただけの女性と惹かれあったことを知る。その一目惚れの原因を先祖に求めて調べると、河上才三という武士と、美しい娘が相愛になって婚約するが、御上の意向によって仲を裂かれた話があって、才三の孫が浩さんであり、寂光院の娘は婚約者の子孫で2人はその祖先によく似ていたことがわかる。その後、娘は息子を失って悲しみに暮れていた浩さんの母親と時々会うようになり、「丸でお嫁さんの様に」仲がよくなった。